# Club Atlético Defensores Unidos
El Club Atlético Defensores Unidos es un club de fútbol argentino, fundado el 14 de julio de 1914. Tiene su sede en el Partido de Zárate en la Provincia de Buenos Aires. Actualmente milita en la Primera Nacional, segunda división del fútbol argentino.

## Historia

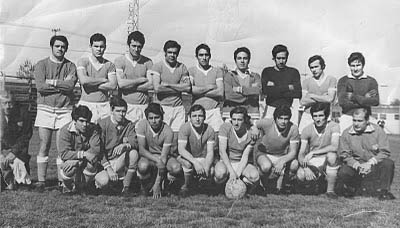
Equipo del Club Atlético Defensores Unidos campeón de la Primera D en 1969.

### Primeros años
La historia señala que un grupo de socios del Club Paraná, por diferencia con directivos de dicha entidad, se van de la institución y fundan el Club Atlético Defensores de Paraná.
Dos años más tarde, se resolvió por Asamblea cambiarle el nombre quedando Defensores Unidos. Su primer presidente fue Juan Ferrari. Por influencia de Carlos Molina, adoptaron el color celeste para su camiseta.
En la década de 1920, estuvo afiliado a la Asociación Argentina de Football, entidad oficial y predecesora de la Asociación del Fútbol Argentino, siendo uno de los tres clubes de la ciudad que estuvieron afiliados a las entidades nacionales, junto a Huracán y Parana que estaban afiliados a la Asociación Amateurs, aunque ninguno participó de los campeonatos.

#### Liga Zarateña
Fue uno de los fundadores de la Liga Zarateña, siendo su primer campeón en 1928. Rápidamente se volvió el club más fuerte de la liga, logrando varias veces el tetracampeonato.
La primera pileta de la ciudad, la primera cancha con alambrado olímpico y la primera cancha con luz artificial fueron adelantos que se dieron en el campo de deportes del barrio Villa Fox.
En los años ’40 el club adquirió un amplio local de la sucesión Castex, situado en Rómulo Noya 874, donde se construyó uno de los primeros edificios de departamentos de la ciudad donde en un principio funcionaba su sede social. Desde hace un par de años la misma se encuentra en el campo de deportes de Villa Fox  quedando las céntricas instalaciones para la concentración utilizada por el plantel de primera división de fútbol de la institución.
El primer estadio estuvo ubicado a la vera de la calle Lavalle entre Pellegrini y Hipólito de Irigoyen. En 1935 una Asamblea General autoriza la compra del predio llamado “El palomar” donde actualmente están sus instalaciones, vendría luego la pileta de natación, la cancha de básquet, de tenis, la iluminación del campo de fútbol y en lo deportivo las afiliaciones a la Federación del Norte.

### Llegada a la AFA
En 1965 logró su decimoséptimo y último campeonato, despidiéndose de la liga de Zarate.
En 1966, se afilió a la Asociación del Fútbol Argentino, haciendo su debut en la División Superior del Fútbol Aficionado, predecesora de la Primera División D. En 1969 logra el ascenso a la Primera C, tras resultar ganador del Torneo Reclasificatorio.
En 1988 logró el ascenso a la Primera B, conocida ya por ese entonces como B Metropolitana, tras vencer en la final del Torneo Reducido a Defensores de Cambaceres. Tras un año, descendió por primera vez al terminar último en los promedios. Y dos años después, tras dos malas campañas, descendió a Primera D al quedar último en los promedios. Pero, tras un año, logró regresar a Primera C, al finalizar tercero en el campeonato y haber clasificado inicialmente al Torneo Reclasificatorio, para luego ser cancelado y otorgarse el ascenso.

#### Primer título
El 28 de mayo de 1994 se consagró campeón por primera vez de la Primera C, tras imponerse ante San Telmo por 2 a 1 en el partido de vuelta de la final, cerrando un global por 4 a 2, y ascendió a la Primera B. La conquista se dio luego de imponerse en el Torneo Apertura 1993, asegurándose un lugar en la final del campeonato. En el partido de ida en Zarate, se impuso por 2 a 1 con los goles de Ariel Mangiantini y José Cárdenas. En Remedios de Escalada, donde hizo de local San Telmo, volvió a imponerse por igual marcador con el doblete de Fernando Consiglio.
En 1998, tras cuatro años, descendió de Primera B, al finalizar último en el Torneo Clausura y penúltimo en los promedio.
En la Primera C 1999/00 finalizó penúltimo en el campeonato y descendió nuevamente a la Primera D al finalizar penúltimo en los promedios, tras caer por 3 a 2 ante Dock Sud en la penúltima fecha, en un partido finalizado en medio de incidentes que le costaron una penalización por 3 puntos.

#### Regreso a Primera C
En mayo de 2008, se consagró campeón de la Primera D, tras imponerse ante Juventud Unida a falta de una fecha, y retornó a la Primera C. La conquista se logró luego de haber pasado gran parte de la década del 2000 en la última división con fallidos intentos por ascender, cayendo en semifinales cada vez: en 2001, donde cayó ante Villa San Carlos; en 2003, en situación similar ante Victoriano Arenas; en 2004, ante Barracas Bolívar; en 2005 ante Liniers; y en 2006 ante Leandro N. Alem por el Reducido.

#### Nuevo ascenso a Primera B
En mayo de 2018, se consagró campeón de la Primera C, tras vencer por 3 a 1 a Dock Sud a falta de una fecha. La conquista se logró luego de haber sido subcampeón en 2017, a la postre de Sacachispas, y haber llegado a la final del Reducido, donde cayó de local por 2 a 1 ante San Miguel.

### Actualidad
El 6 de noviembre de 2022, se consagró campeón por primera vez de la Primera B y ascendió por primera vez a la Primera Nacional, tras igualar por 0 a 0 con Villa San Carlos, imponiéndose por 2 a 1 en el global, por la final del Torneo Reducido. La conquista se dio luego de finalizar séptimo en el campeonato, clasificando al mencionado torneo por el único ascenso, donde se impuso además ante Cañuelas, Fénix y Dep. Armenio.

## Rivalidades

### Clásico rival
El clásico rival del CADU es Villa Dálmine de la vecina ciudad de Campana. Actualmente Dálmine juega en la B Metro, tercera división. El último encuentro fue un 3-0 a favor del equipo campanense.  
También mantiene una rivalidad con Puerto Nuevo, aunque esta rivalidad no se da por la diferencia de categorías. 

### Amistad con Almagro
La hinchada de Defensores Unidos mantiene una fuerte amistad con la de Almagro desde 1982, que surgió a los pocos días de haber estallado la guerra por las Islas Malvinas. CADU y Almagro jugaban en Villa Fox el 10 de abril de ese año por la novena fecha del torneo de Primera C.
Los dos micros que transportaban a los seguidores del equipo visitante tomaron un camino equivocado y desembocaron cerca del ingreso local. Allí, la barrabrava del CADU los atacó a piedrazos, lo que enseguida derivó en una pelea cuerpo a cuerpo. A pesar de ser muchos menos, los simpatizantes de Almagro "aceptaron" el combate, hasta que, en reconocimiento, el jefe de la hinchada local ordenó suspender el ataque en "reconocimiento" a la actitud de los hinchas visitantes. La situación, que había comenzado siendo más que tensa, terminó en un clima cordial, con el jefe de la hinchada Celeste, El Sapo Toledo, y su par de Almagro, El Rulo acordando cantar nada más que canciones en contra del Gobierno Militar.
Una vez comenzado el encuentro, mientras ambas hinchadas insultaban al régimen, comenzó una fuerte represión policial contra la parcialidad local. Sin dudarlo la hinchada del Tricolor salió rápidamente en defensa de sus pares y comenzó un enfrentamiento entre civiles y uniformados. A partir de ese momento quedó sellada una sólida amistad entre las barras de ambos clubes, que luego se extendería a toda la hinchada e incluso a los directivos. Luego, en el partido de vuelta en José Ingenieros, la hinchada de Almagro invitó a la de CADU a comer un asado en conjunto. Al finalizar el encuentro, la gente de Almagro escoltó en caravana a sus pares zarateños hasta la Avenida General Paz. Así empezó la amistad que ya lleva muchos años.
De ahí en adelante, las hinchadas de Defensores Unidos y Almagro fueron a alentarse mutuamente en partidos como: CADU - Comunicaciones, cuando Defensores Unidos se consagró campeón del Torneo Apertura en la temporada 1993/94 y en Remedios de Escalada en CADU - San Telmo, cuando el Celeste ascendió a Primera B en esa misma temporada '94. También en CADU - Estudiantes de Buenos Aires en Caseros al año siguiente, además de diversos partidos contra Tigre, Villa Dálmine y Excursionistas en el campeonato 1988/89 cuando Defensores Unidos ascendió por primera vez a la B. La hinchada zarateña fue a alentar a la de Almagro, entre otras oportunidades, cuando jugaban el clásico Almagro y Estudiantes de Buenos Aires o durante la final de la Primera B que Almagro jugó contra Sportivo Italiano.

#### Historial[19]
|                         | PJ | GDU | E | GVD | GolDU | GolVD |
| ----------------------- | -- | --- | - | --- | ----- | ----- |
| Local Defensores Unidos | 16 | 8   | 4 | 4   | 22    | 14    |
| Local Villa Dálmine     | 16 | 3   | 2 | 11  | 10    | 24    |
| TOTAL                   | 32 | 11  | 6 | 15  | 32    | 38    |

| PJ: partidos jugados              |
| GDU: ganador Defensores Unidos    |
| GVD: ganador Villa Dálmine        |
| E: empate                         |
| GolDU: goles de Defensores Unidos |
| GolVD: goles de Villa Dálmine     |

## Estadio
El estadio del club se encuentra, al igual que la sede social, en la calle Justa Lima entre Sáenz Peña y Bernardo de Irigoyen, en la ciudad de Zárate. Recibe el nombre de El Gigante de Villa Fox y tiene capacidad para 12.500 espectadores. En el año 2012, el club comenzó la construcción de una tribuna de cemento sobre la calle Justa Lima, denominada Centenario que reemplaza a la antigua de tablones, la cual quedó inaugurada el 10 de junio de 2015.
Desde el 8 de diciembre de 2019 el estadio lleva el nombre de Mario Losinno en honor a un expresidente de la institución, quien fue responsable de la gestión que permitió la afiliación del club a la AFA. En 2022 se inaugura una nueva tribuna sobre calle Sáenz Peña con capacidad para 4000 espectadores.

## Uniforme
- Uniforme titular: Camiseta celeste, pantalón blanco o negro, medias celestes.
- Uniforme suplente: Camiseta negra, pantalón negro, medias negras.

| Titular | Alternativo |  |

| Período       | Proveedor          |
| ------------- | ------------------ |
| 1980-1984     | Adidas             |
| 1985-1987     | Uribarri           |
| 1987-1992     | Fulvence           |
| 1992-1993     | Uribarri           |
| 1993-1995     | Bukta              |
| 1995-1996     | Nanque             |
| 1996-1998     | Sportlandia        |
| 1998-2000     | Penalty            |
| 2000-2001     | Tactika            |
| 2001-2002     | Lefran             |
| 2002-2003     | Dana               |
| 2003-2004     | Nanque             |
| 2004          | Dana               |
| 2005          | Inprint            |
| 2005-2006     | Don Balón          |
| 2006-2007     | Inprint            |
| 2007-2010     | Dana               |
| 2011-2012     | Erreà              |
| 2012-2014     | Vi Sports          |
| 2014          | Veintemilla Sports |
| 2015-2019     | Sport 2000         |
| 2020-2021     | Vi Sports          |
| 2022-2023     | Angexia            |
| 2024-presente | Sport Lyon         |

| Período       | Proveedor                                          |
| ------------- | -------------------------------------------------- |
| 1980-1983     | Ninguno                                            |
| 1983-1984     | Amoblamiento Fernández Hermanos                    |
| 1985-1987     | Cestrilli Hermanos                                 |
| 1987-1992     | Fulvence                                           |
| 1992-1993     | Galletitas Pallasi                                 |
| 1993-1996     | Teledelta                                          |
| 1996-1998     | Central Nuclear Atucha                             |
| 1998-2000     | Teledelta                                          |
| 2000-2002     | Cablevisión                                        |
| 2002-2003     | Municipalidad de Zárate                            |
| 2003-2004     | Municipalidad de Zárate Carlos Wintecker           |
| 2004          | Cablevisión                                        |
| 2005          | Cablevisión Diario El Debate                       |
| 2005-2007     | Cablevisión                                        |
| 2007-2014     | Bingo Panamericano Zárate                          |
| 2014-2016     | Bingo Zárate                                       |
| 2017          | Thor Group Bingo Zárate                            |
| 2017-2020     | Bingo Zárate                                       |
| 2020-2021     | Doble Cinco Súper 2000 Electricidad Miguel         |
| 2022          | ExtraMédica Aguas Corletti                         |
| 2023          | Municipalidad de Zárate ExtraMédica Aguas Corletti |
| 2024          | Bingo Oasis Zárate                                 |
| 2025-presente | Municipalidad de Zárate                            |

## Jugadores

### Plantel 2025
- Actualizado el 16 de junio de 2025

- Los equipos argentinos están limitados a tener un cupo máximo de seis jugadores extranjeros, aunque solo cinco podrán firmar la planilla del partido

#### Altas
| Invierno            |                |                          |                      |
| Federico Marchesini | Defensa        | Defensor Sporting        | Libre                |
| Luis Olivera        | Defensa        | Gimnasia y Tiro de Salta | Regresa del préstamo |
| Benjamín Ortiz      | Defensa        | Gimnasia y Esgrima (M)   | Préstamo             |
| Catriel Sánchez     | Delantero      | Huracán de Las Varillas  | Libre                |
| Verano              |                |                          |                      |
| Alejandro Sánchez   | Guardameta     | Atlanta                  | Libre                |
| Juan Cruz Argüello  | Defensa        | Instituto de Córdoba     | Libre                |
| Nahuel Basualdo     | Defensa        | Almagro                  | Libre                |
| Facundo Laumann     | Defensa        | Defensores de Belgrano   | Libre                |
| Mariano Mauri       | Defensa        | Sportivo Belgrano        | Libre                |
| Agustín Osinaga     | Defensa        | Olimpo de Bahía Blanca   | Libre                |
| Facundo Rassol      | Defensa        | Argentino de Monte Maíz  | Libre                |
| Jorge Scolari       | Defensa        | Temperley                | Libre                |
| Martín Caballo      | Centrocampista | Sportivo Las Parejas     | Libre                |
| Thomas Carosio      | Centrocampista | Fénix                    | Libre                |
| Daniel Carrasco     | Centrocampista | Gimnasia y Tiro de Salta | Libre                |
| Francisco Di Franco | Centrocampista | Agente libre             | Libre                |
| Camilo Heredia      | Centrocampista | Real Pilar               | Libre                |
| Santiago Patroni    | Centrocampista | All Boys                 | Libre                |
| Enzo Trinidad       | Centrocampista | Nueva Chicago            | Libre                |
| Rodrigo Vélez       | Centrocampista | Chaco For Ever           | Libre                |
| Diego Aguirre       | Delantero      | Acassuso                 | Libre                |
| Lautaro Ceratto     | Delantero      | Libertad de Sunchales    | Libre                |
| Lucas Ricciotti     | Delantero      | Sportivo Las Parejas     | Libre                |
| Juan Rocca          | Delantero      | Gimnasia y Tiro de Salta | Libre                |
| Alejandro Toledo    | Delantero      | Sportivo Belgrano        | Libre                |

#### Bajas
| Invierno                   |                |                             |                       |
| Mariano Mauri              | Defensa        | Douglas Haig de Pergamino   | Rescisión de contrato |
| Jorge Scolari              | Defensa        | Sol de Mayo de Viedma       | Rescisión de contrato |
| Verano                     |                |                             |                       |
| Fabricio Henricot          | Guardameta     | Alvarado de Mar del Plata   | Fin de contrato       |
| Mauro Alarcón              | Defensa        | Agente libre                | Fin de contrato       |
| Fernando Arébalo           | Defensa        | Agente libre                | Fin de contrato       |
| Lautaro Arregui            | Defensa        | Santamarina de Tandil       | Fin de contrato       |
| Matías Contreras           | Defensa        | Deportes Antofagasta        | Fin de contrato       |
| Matías Mariatti            | Defensa        | Flandria                    | Fin de contrato       |
| Ariel Morales              | Defensa        | Flandria                    | Fin de contrato       |
| Juan Cruz Ponce de León    | Defensa        | Acassuso                    | Fin de contrato       |
| Damián Zadel               | Defensa        | Villa Mitre de Bahía Blanca | Fin de contrato       |
| Jehiel Fernández           | Centrocampista | Agente libre                | Fin de contrato       |
| Nicolás Cavagnero          | Centrocampista | Instituto de Córdoba        | Fin del préstamo      |
| Brian Guerra               | Centrocampista | Chaco For Ever              | Fin de contrato       |
| Guido López León           | Centrocampista | Agente libre                | Fin de contrato       |
| Matías Nizzo               | Centrocampista | Brown de Adrogué            | Fin de contrato       |
| Maximiliano Ortigoza       | Centrocampista | San Martín de Burzaco       | Fin de contrato       |
| Facundo Silva              | Centrocampista | Agente libre                | Fin de contrato       |
| Franco Sivetti             | Centrocampista | Gimnasia y Tiro de Salta    | Fin de contrato       |
| Alan Sombra                | Centrocampista | Sacachispas                 | Fin del préstamo      |
| Jonathan Suárez Cortes     | Centrocampista | Agente libre                | Fin de contrato       |
| Franco Caballero           | Delantero      | Ben Hur de Rafaela          | Fin de contrato       |
| Felipe Fernández Palazuelo | Delantero      | Sarmiento de Resistencia    | Fin de contrato       |
| Nicolás González           | Delantero      | Crucero del Norte           | Fin de contrato       |
| Franco Lonardi             | Delantero      | Juventud Unida (G)          | Fin de contrato       |
| Martín Peralta             | Delantero      | Villa Mitre de Bahía Blanca | Fin de contrato       |
| Valentino Toniolo          | Delantero      | Claypole                    | Fin de contrato       |
| Javier Velázquez           | Delantero      | Retiro                      | Fin de contrato       |

#### Cesiones
| Jugador         | Posición       | Destino         | Fin del préstamo |
| --------------- | -------------- | --------------- | ---------------- |
| Lautaro Disanto | Centrocampista | Deportivo Morón | 31-12-2025       |

## Datos del club

### Temporadas
- Temporadas en Primera División: 0
- Temporadas en Primera B Nacional: 2 (2023-presente)
- Temporadas en Primera B: 10 (1988/89, 1994/95-1997/98 y 2018/19-2022)
- Temporadas en Primera C: 36 (1970-1987/88, 1989/90-1990/91, 1992/93-1993/94, 1998/99-1999/00 y 2008/09-2017/18)
- Temporadas en Primera D: 13 (1966-1969, 1991/92 y 2000/01-2007/08)

#### Total en competiciones de AFA: 59
- Temporadas en segunda división: 2
- Temporadas en Tercera división: 27
- Temporadas en Cuarta división: 22
- Temporadas en Quinta división: 9

## Palmarés
- Torneos Nacionales: 5
  - Primera B (1): 2022
  - Primera C (2): 1993-94, 2017-18
  - Primera D (1): 2007-08

- Liga Zarateña: (17)
  - Primera División: 1965, 1963, 1960, 1959, 1958, 1957, 1954, 1953, 1952, 1951, 1937, 1936, 1935, 1934, 1932 1931 y 1928

## Estadísticas

### Ascensos y descensos
- Ascenso a Primera C como ganador de la reclasificación: 1969;
- Ascenso a Primera B como ganador del Torneo Reducido: 1987-88;
- Descenso a Primera C por promedios: 1988-89;
- Descenso a Primera D por promedios: 1990-91;
- Ascenso a Primera C por reestructuración: 1991-92;
- Ascenso a Primera B como campeón: 1993-94;
- Descenso a Primera C por promedios: 1997-98;
- Descenso a Primera D por promedios: 1999-00;
- Ascenso a Primera C como campeón: 2007-08;
- Ascenso a Primera B como campeón: 2017-18;
- Ascenso a Primera B Nacional como campeón: 2022.

### Máximas goleadas
- En Primera D: 8-2 a Luján en 1968
- En Primera D: 8-0 a Pilar en 1968
- En Primera C: 8-0 a Fénix en 1978
- En Primera D: 8-0 a Centro Español en 2003
- En Primera D: 7-0 a Muñiz en 2008

### Peores derrotas
- En Primera D: 1-7 vs Luz y Fuerza en 1966
- En Primera C: 1-7 vs Justo José de Urquiza en 1972
- En Primera C: 1-8 vs Deportivo Armenio en 1973
- En Primera C: 0-7 vs Chacarita Juniors en 1981
- En Primera C: 1-7 vs San Miguel en 1981

### Máximo anotador
- Javier Velázquez: 153 goles en el club hasta la actualidad.